# Ancienne école du bourg de Remire
L'École de Montjoly est un monument historique situé dans la ville de Rémire-Montjoly, en Guyane. Elle est inscrite Monument Historique par arrêté du 21 novembre 2012.